# Târnava
Târnava é uma comuna romena localizada no distrito de Sibiu, na região histórica da Transilvânia. A comuna possui uma área de 29.38 km² e sua população era de 3187 habitantes segundo o censo de 2007.